# Love and War in Mexico
Love and War in Mexico è un cortometraggio muto del 1913 diretto da Wilbert Melville.

## Produzione
Il film fu prodotto da Siegmund Lubin per la Lubin Manufacturing Company.

## Distribuzione
Distribuito dalla General Film Company, il film - un cortometraggio in due bobine - uscì nelle sale cinematografiche statunitensi il 28 maggio 1913.